# Страта Людовика XVI
48°51′56″ пн. ш. 2°19′16″ сх. д. / 48.8655° пн. ш. 2.3211° сх. д.
Страта Людовика XVI на гільйотині — одна з центральних подій Французької революції, яка відбулася 21 січня 1793 року о 10:22 на площі Революції (колишній площі Людовика XV, перейменованій в 1795 році на площу Згоди) у Парижі. Страта була здійснена Шарлем Анрі Сансоном, тодішнім верховним катом Першої Французької республіки, який раніше був королівським катом при Людовику.
Смерть Людовика, яку часто розглядають як поворотний момент як у французькій, так і в європейській історії, викликала різну реакцію в усьому світі. Для деяких його смерть від рук колишніх підданих символізувала довгоочікуваний кінець безперервного тисячолітнього періоду абсолютної монархії у Франції і справжній початок демократії всередині країни, хоча Людовик не став останнім королем Франції. Інші (навіть ті, хто підтримував основні політичні реформи) засудили страту як акт безглуздого кровопролиття і побачили в ньому знак того, що Франція занурилася в стан жорстокого аморального хаосу.
Смерть Людовика додала сміливості революціонерам у Франції, які продовжували радикально змінювати політичну і соціальну структуру країни протягом наступних кількох років. Через дев'ять місяців після смерті Людовика, його дружина Марія-Антуанетта, колишня королева Франції, зустріла свою смерть на гільйотині на тому ж місці в Парижі.

## Передісторія
Після подій 10 серпня 1792 року, коли члени Паризької комуни і федерати штурмом захопили палац Тюїльрі, Людовика XVI помістили до Тампля разом з іншими членами королівської сім'ї. 21 вересня 1792 року він позбувся титулу короля Франції після скасування монархії і був звинувачений у державній зраді. Після судового розгляду та голосування в декілька етапів, які тривали з 15 січня 1793 року по 20 січня 1793 року, Національний конвент майже одноголосно визнав короля винним у державній зраді; хоча ніхто не проголосував за «невинний», кілька депутатів утрималися. У результаті король був засуджений до смерті простою більшістю голосів.

## Напередодні страти. Вечір 20 січня

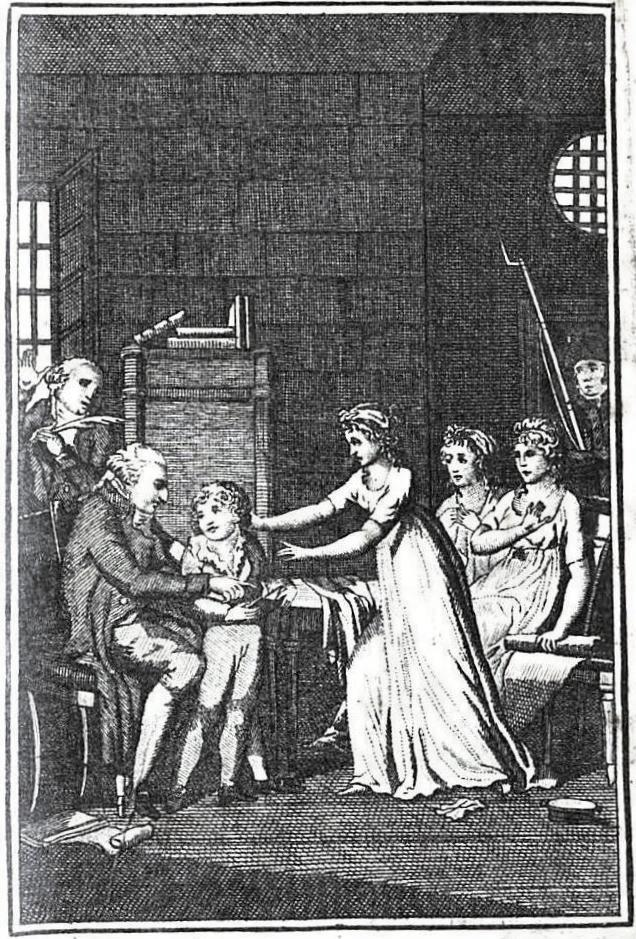
Остання зустріч Людовика XVI з родиною

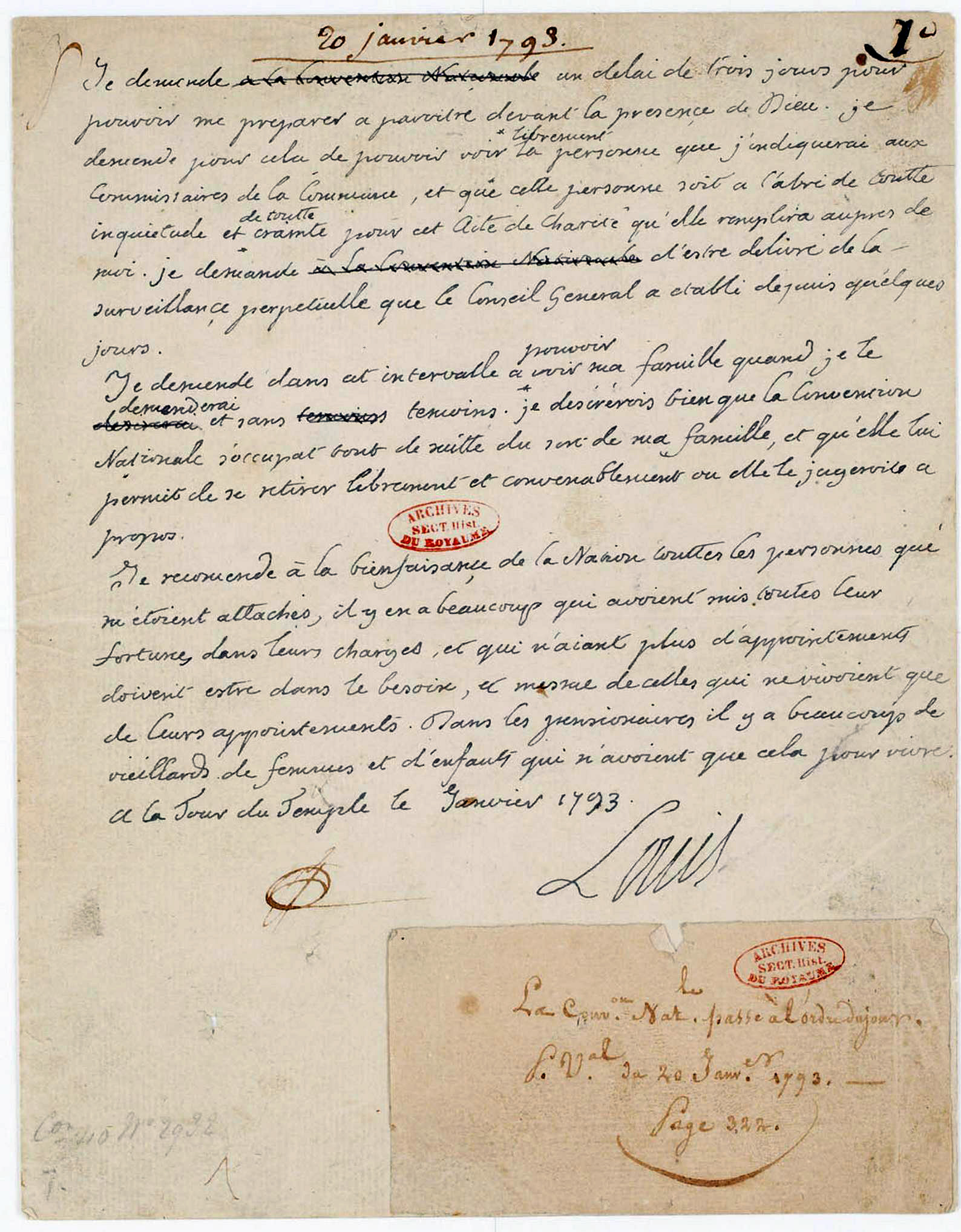
Лист, написаний Людовиком XVI, з проханням до Конвенту про відстрочку страти. 20 січня 1793 року. Національний архів

Проголосувавши за те, щоб засудити колишнього короля до смертної кари, Конвент направив до Тампля делегацію для оголошення вироку Людовику. Останній звернувся з низкою прохань, серед яких, 3-денна відстрочка виконання вироку та останнє побачення з членами його сім'ї. Делегати відмовилися перенести дату страти.
Останню вечерю засудженому подали близько сьомої вечора. Після першої зустрічі близько 8 годин вечора зі своїм сповідником, ірландським священиком, що не присягнув Генрі Ессексом Еджвортом, відомим також як абат де Фірмон, Людовик XVI зустрівся зі своєю сім'єю. Марія-Антуанетта у супроводі дочки Марії Терези, дофіна Людовика-Шарля і сестри поваленого короля Єлизавети. Близько 11 години вечора королівська сім'я пішла, і Людовик XVI знову зустрівся зі своїм сповідником. Він ліг спати приблизно в половині першого ночі.

## День страти. 21 січня

### Останні години Людовика XVI в Тамплі

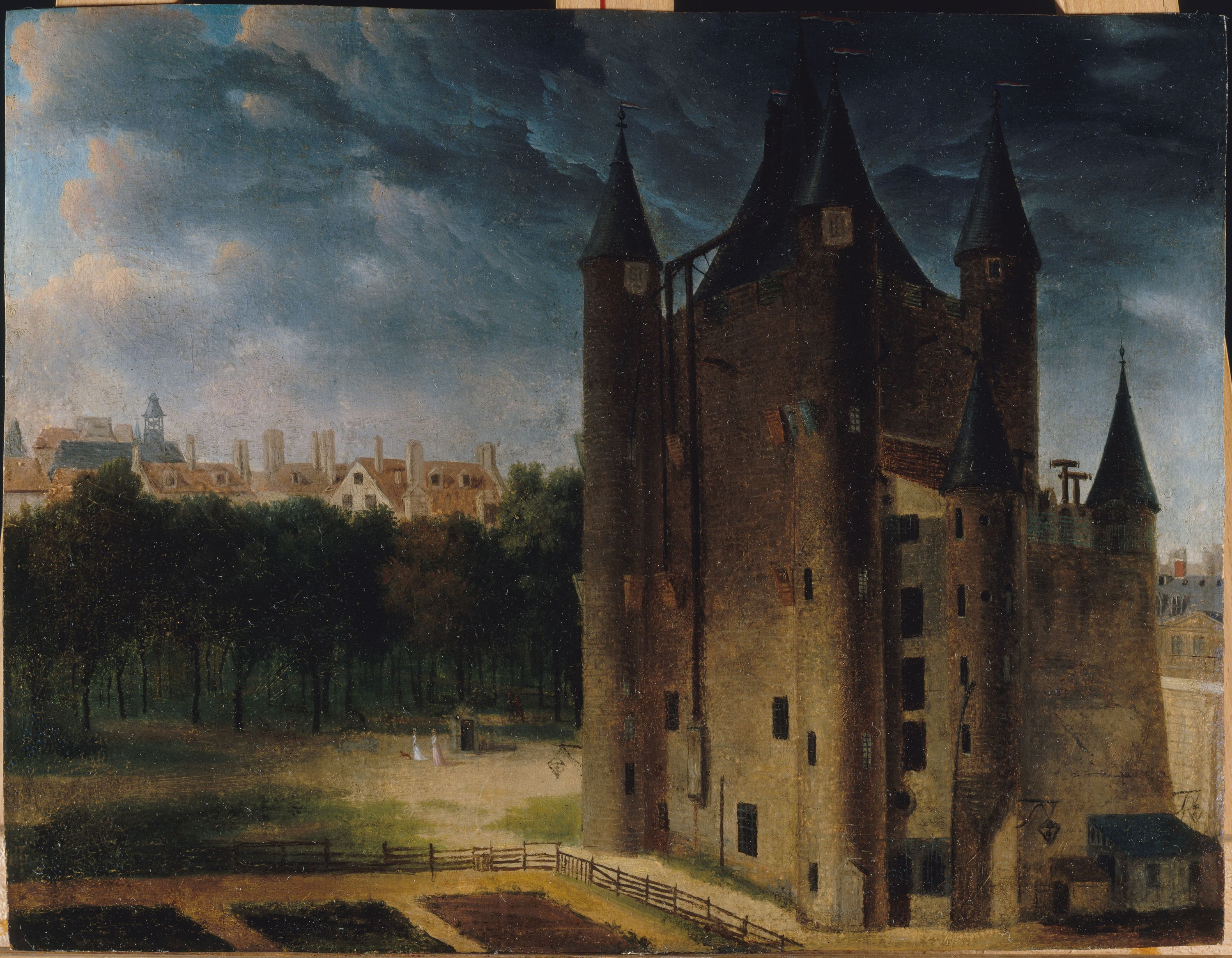
Тампль. Близько 1795 року

Людовик XVI прокинувся о 5-й годині ранку. Одягнувшись з допомогою свого камердинера Жана-Батіста Клері, він пішов на зустріч з абатом де Фірмоном, щоб висповідатися. Він почув свою останню службу Божу, яку служив Клер, і прийняв віатікум — останнє причастя. Реквізити для меси були надані особливим розпорядженням влади. За порадою де Фірмона Людовик не став прощатися з сім'єю.
О 7-й годині він поділився своїм останнім бажанням зі священиком. Він передав Клері королівську печатку, яку той мав вручити дофіну, і обручку для королеви. Коронаційну каблучку залишив у себе на пальці. Отримавши останнє благословення священика, він вирушив на зустріч з Антуаном Жозефом Сантером, командувачем гвардією. У другому дворі замість звичайного возу його чекала зелена карета мера Парижа Ніколаса Шамбона. Він сів у неї зі священиком, а навпроти них сіли двоє ополченців. Карета виїхала з Тампля близько 9-ї години.

### Подорож з Тампля на площу Революції
Вранці 21 січня було холодно, близько 3 °C. Столицю огорнув густий туман.
Більше години карета, якій передували барабанщики, які намагалися заглушити будь-які слова підтримки короля, в супроводі кавалерійського загону з оголеними шаблями їхала через Париж за маршрутом, уздовж якого стояли 80 тис. чоловік зі зброєю (солдати Національної гвардії і санкюлоти). У кожному стратегічному пункті знаходилося 5 гармат. Такі заходи були прийняті, в тому числі, і через вбивство в ніч з 20 на 21 січня Луї Мішеля Лепелет'є Сен-Фаржо, депутата Конвенту, який проголосував за смерть колишнього короля. Парижани у великій кількості зібрались як на шляху так і на місці страти.

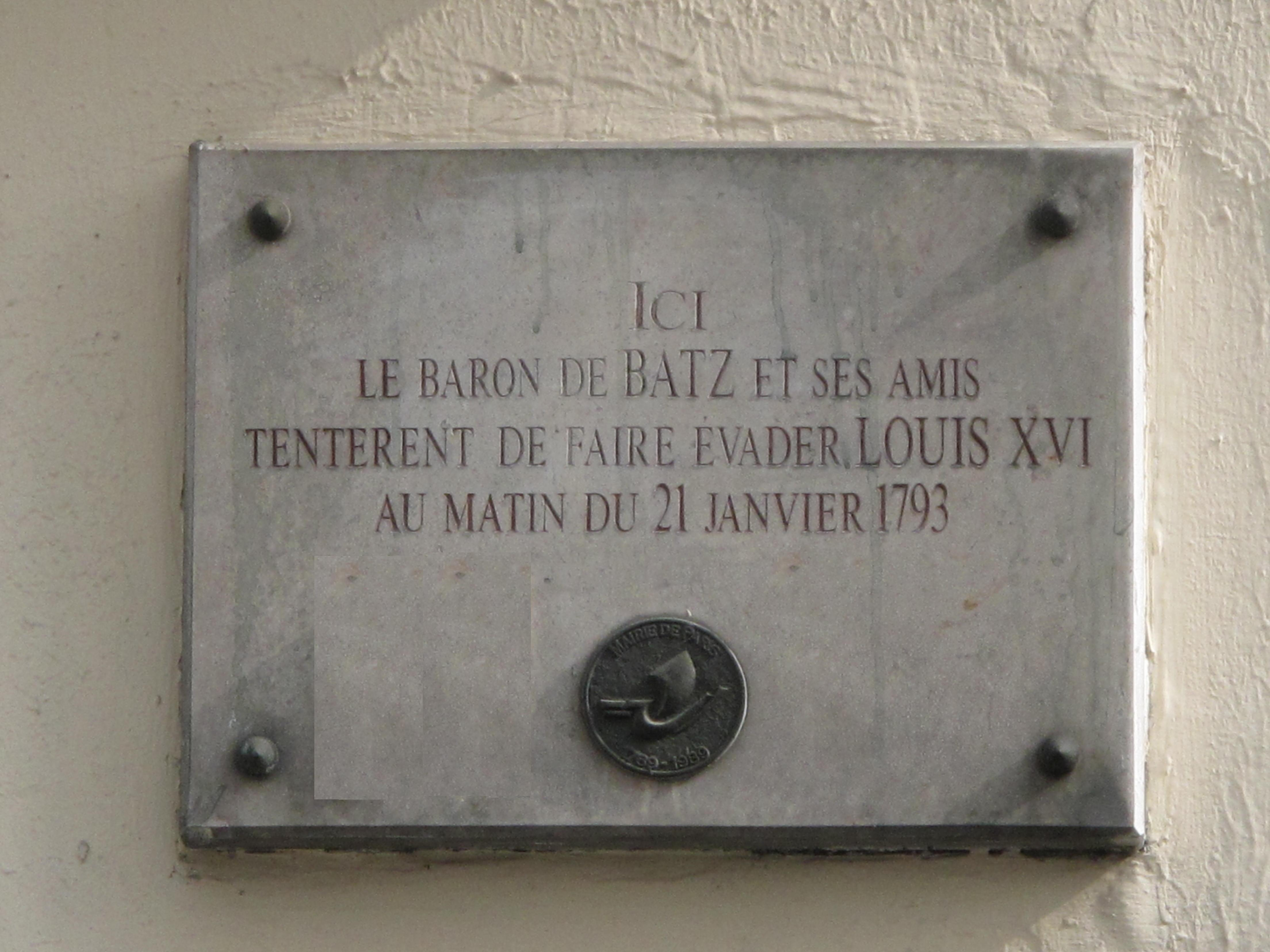
Меморіальна дошка на, 52 (2-й округ) у пам'ять про спробу втечі

В районі Бонн-Нувель, по сусідству з сучасною вулицею Клері барон де Бац, прихильник королівської сім'ї, який фінансував втечу до Варенна, планував зібрати 300 роялістів, які повинні були допомогти королю втекти. Людовик мав сховатися в будинку на вулиці Клер, що належить графу Марсану. Барон кинувся вперед, волаючи: «Ідіть за мною, мої друзі, дозвольте нам врятувати короля!». Але його спільників викрили, і лише деякі змогли приєднатися до нього. Троє з них були вбиті, але де Бацу вдалося втекти.
Приблизно о 10:15 карета прибула на площу Революції і попрямувала до місця, де був зведений ешафот, оточеним людьми з рушницями і барабанами, а також натовпом з піками і багнетами.

### Кара

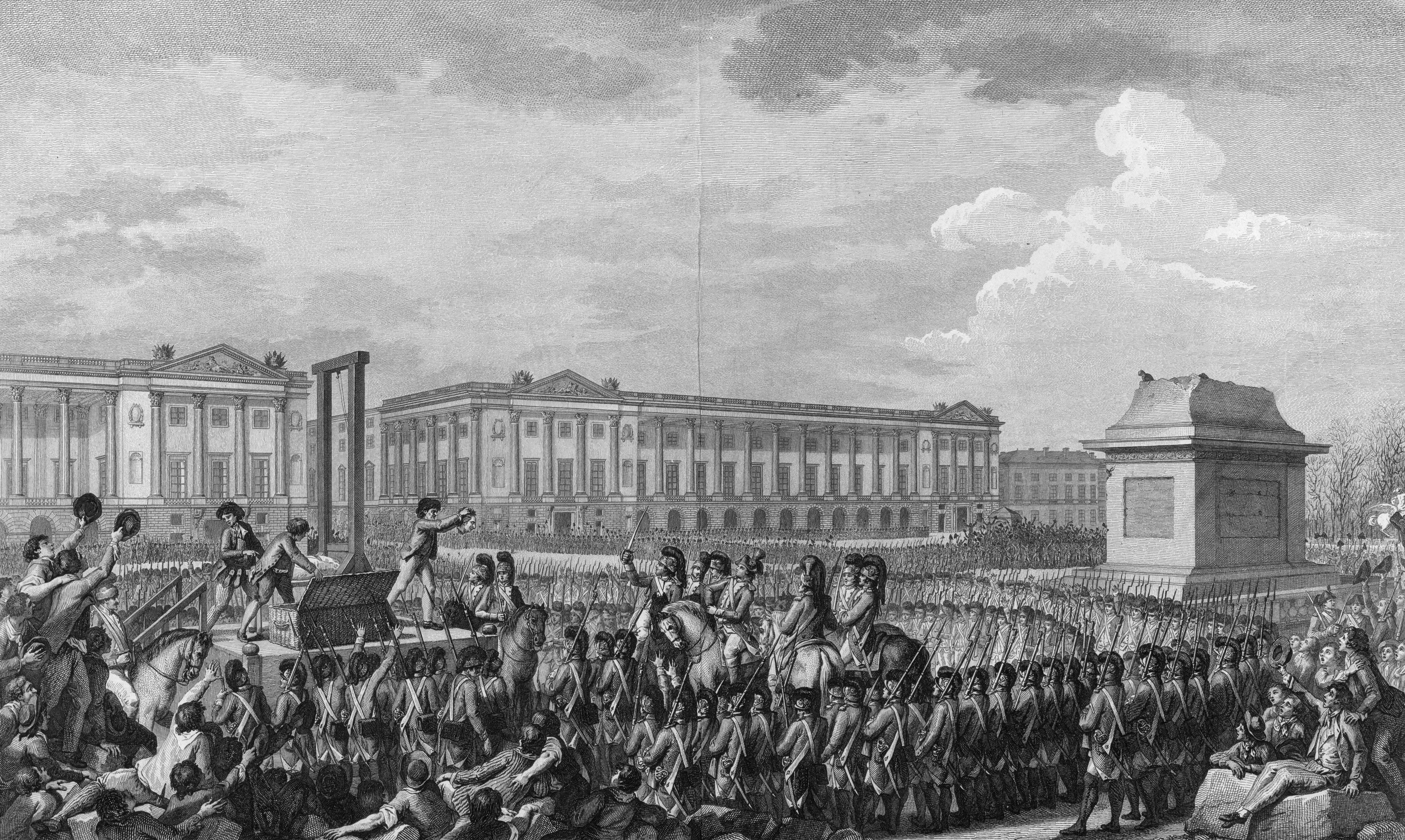
День 21 січня 1793 року, смерть Луї Капета на площі Революції. Анонімна гравюра

Спочатку Людовик XVI відмовився дозволити Сансону і його помічникам зв'язати йому руки, але потім змирився, коли Сансон запропонував використовувати замість мотузки свій носовичок. Підручні ката підстригли йому волосся, зняли воріт сорочки і разом із священиком пішли за ним на ешафот. Там Людовик заявив натовпу про свою невинність і висловив занепокоєння за майбутнє Франції. Він спробував вимовити довгу промову, але Сантер віддав наказ почати барабанний дріб, і через шум останні слова короля було важко зрозуміти.
Кати прикріпили його ременями до лави гільйотини (фр. bascule), помістивши його шию в затискач пристрою (фр. lunette), щоб утримувати її на місці, і лезо швидко відрізало голову. Згідно звіту одного свідка, лезо не перерізало йому шию, а замість цього прорізала йому потилицю і щелепу. Згідно з іншим повідомленням, знадобилося дві спроби, щоб відокремити йому голову від шиї (через те, що король був товстим), і він кричав від болю, перш ніж з другої спроби його успішно обезголовили.
Помічник Сансона Грос витягнув відрубану голову короля з кошика, в яку вона впала, і показав її радісному натовпу. За деякими відомостями, юрба кинулася до ешафоту з хустками, щоб занурити їх у кров і взяти собі на пам'ять. Лунали вигуки «Хай живе нація! Хай живе республіка! Хай живе свобода!» (фр. Vive la Nation! Vive la République! Vive la liberté!), артилерійський салют, а деякі почали танцювати фарандолу. Жак Ру, комісар Паризької комуни, склав протокол кари.

## Свідоцтво про смерть Людовіка XVI
Свідоцтво про смерть Людовика XVI було складено 18 березня 1793 року. Оригінал зник, коли паризькі архіви були знищені в 1871 році, але його скопіювали архівісти:

Понеділок 18 березня 1793, другий рік Французької Республіки.
Свідоцтво про смерть Луї Капета від 21 січня, десята година двадцять дві хвилини ранку; професія, останній король Франції, тридцять дев'ять років, уродженець Версаля, прихід Нотр-Дам, який проживає в Парижі, Тампль; одружений з Марією-Антуанеттою Австрійською, згаданий Луї Капет страчений на площі Революції відповідно до постанов Національного конвенту п'ятнадцятого, шістнадцятого та дев'ятнадцятого числа зазначеного січня в присутності 1° Жан-Антуан Лефевр, заступника генерального прокурора паризького департаменту, і Антуана Моморо, обидва члени ради зазначеного департаменту, а також уповноважені в цій частині загальної ради того ж департаменту; 2° Франсуа-П'єр Салі і Франсуа-Жермен Ізабо, уповноважені, призначені тимчасовою виконавчою радою, з метою бути присутнім на зазначеній карі і скласти звіт, що вони і зробили; і 3° Жак-Клод Бернар і Жак Ру, обидва уповноважені муніципалітету Парижа, призначені ним для надання допомоги в організації цієї кари; прочитали протокол зазначеної кари в зазначений день 21 січня, підписаний Гроувілем, секретарем тимчасової виконавчої ради, направленим сьогодні до муніципалітету Парижа за запитом, який раніше було направлено до Міністерства внутрішніх справ, зазначений звіт переданий до Архіву громадянського стану;
П'єр-Жак Легран, державний службовець (підпис) Легран.
Оригінальний текст (фр.)
Du lundi 18 mars 1793, l'an Second de la République française.
Acte de décès de Louis CAPET, du 21 janvier dernier, dix heures vingt-deux minutes du matin ; profession, dernier Roy des Français, âgé de trente-neuf ans, natif de Versailles, paroisse Notre-Dame, domicilié à Paris, tour du Temple ; marié à Marie-Antoinette d'Autriche, ledit Louis Capet exécuté sur la Place de la Révolution en vertu des décrets de la Convention nationale des quinze, seize et dix-neuf dudit mois de janvier, en présence 1° de Jean-Antoine Lefèvre, suppléant du procureur général sindic du département de Paris, et d'Antoine Momoro, tous deux membres du directoire dudit département et commissaires en cette partie du conseil général du même département ; 2° de François-Pierre Salais et de François-Germain Isabeau, commissaires nommés par le conseil exécutif provisoire, à l'effet d'assister à ladite exécution et d'en dresser procès-verbal, ce qu'ils ont fait ; et 3° de Jacques-Claude Bernard et de Jacques Roux, tous deux commissaires de la municipalité de Paris, nommés par elle pour assister à cette exécution ; vu le procès-verbal de ladite exécution dudit jour 21 janvier dernier, signé Grouville, secrétaire du conseil exécutif provisoire, envoyé aux officiers publics de la municipalité de Paris cejourd'huy, sur la demande qu'ils en avaient précédemment faite au ministère de la justice, ledit procès-verbal déposé aux Archives de l'état civil ;
Pierre-Jacques Legrand, officier public (signé) Le Grand

## Свідчення очевидців

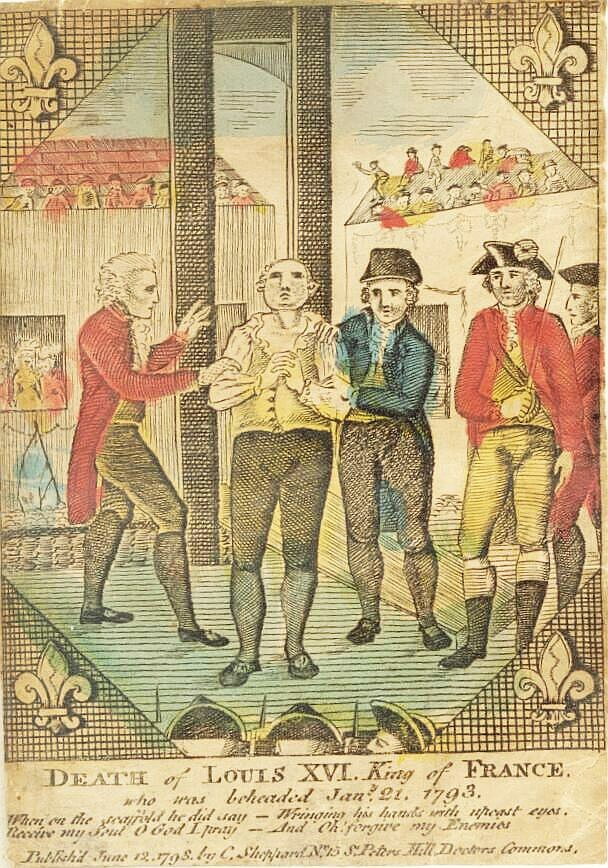
Смерть короля Франції Людовика XVI. Англійська гравюра, опублікована в 1798 році

### Генрі Ессекс Еджворт
Еджворт, ірландський духівник Луї, писав у своїх мемуарах:
|  | Шлях, що веде до помосту, був дуже нерівним і по ньому було важко йти; король був змушений спертися на мою руку, і через повільність, з якою він йшов, я на мить злякався, що хоробрість покинула його; але яке було моє здивування, коли, підійшовши до останньої сходинки, я відчув, що він раптово відпустив мою руку, і я побачив, як він твердо перетнув всю ширину ешафота; тиша, бачу лише його погляд, п'ятнадцять або двадцять барабанщиків, поставлених переді мною; і таким гучним голосом, що його, мабуть, було чути на Понт-Турнан, я почув, як він чітко вимовив ці пам'ятні слова: «Я вмираю невинним у всіх злочинах, осудних мені звинуваченням; я прощаю тих, хто став причиною моєї смерті; і я молю Бога, щоб кров, яку ви збираєтеся пролити, більш ніколи не окропила Францію ». |

### Повідомлення в пресі
У числі від 13 лютого Thermomètre du jour («Щоденний термометр»), помірної республіканської газети, описувалося, як король кричав: «Я пропав!» з посиланням на ката Шарля-Анрі Сансона.

### Шарль Анрі Сансон

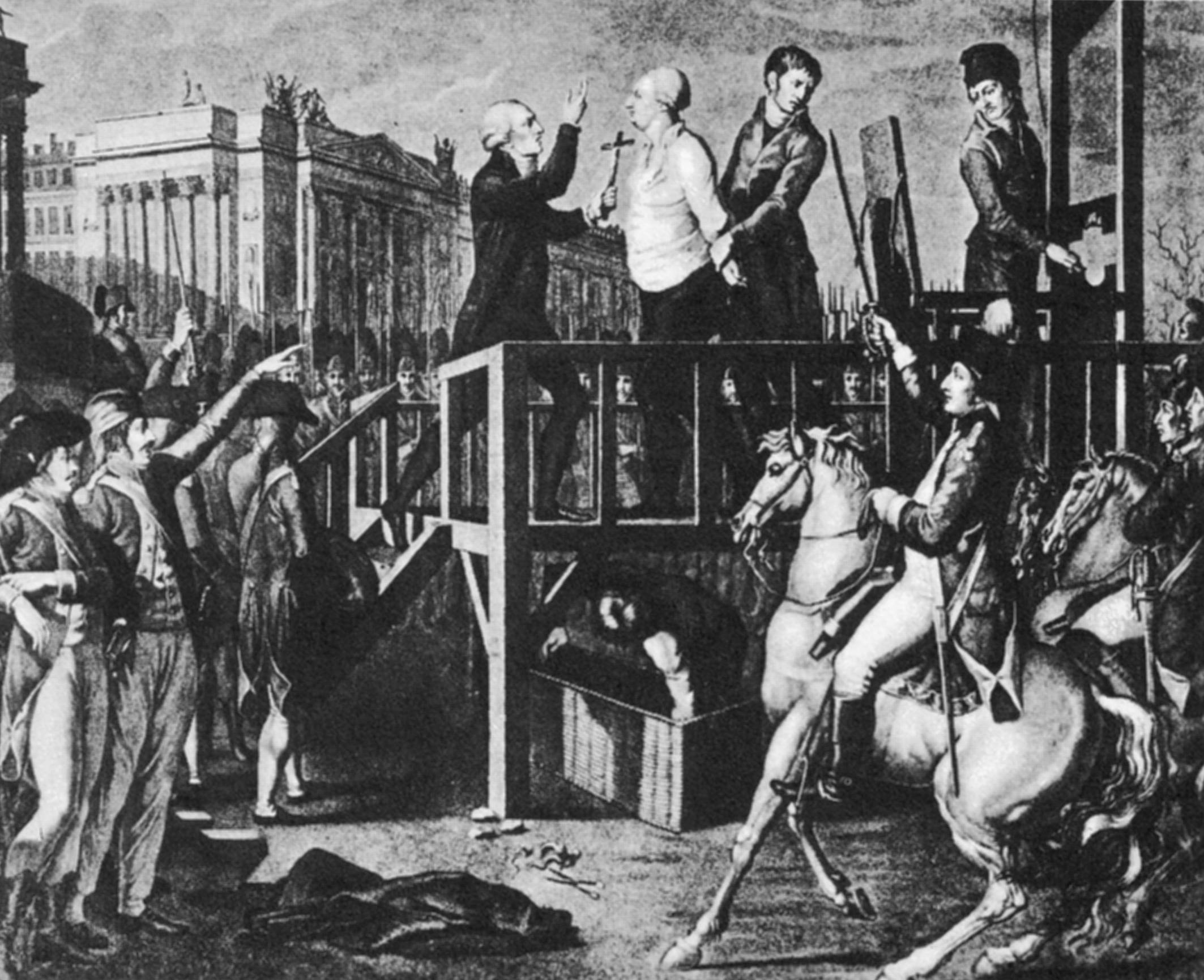
Людовик XVI приймає останнє причастя від священника Еджворта

Шарль Анрі Сансон відповів на цю історію, запропонувавши свою версію подій в листі від 20 лютого 1793 року. У ньому Сансон пише:
|  | Підійшовши до підніжжя гільйотини, Людовик XVI на мить глянув на знаряддя своєї страти і запитав Сансона, чому перестали бити барабани. Він вийшов вперед, щоб виголосити промову, але пролунали крики, що закликають катів продовжити свою роботу. Коли він був прив'язаний, він вигукнув: «Мій народ, я вмираю невинним!». Потім, повернувшись до своїх катів, Людовик XVI заявив: «Панове, я не винен у всьому, в чому мене звинувачують. Я сподіваюся, що моя кров допоможе скріпити удачу французів». Лезо впало. Було 10:22. Один з помічників Сансона показав народу голову Людовика XVI, після чого пролунав гучний крик: «Хай живе нація! Хай живе Республіка!», почувся артилерійський салют, який досяг вух поміщеної до в'язниці королівської сім'ї. |

 
У своєму листі, опублікованому в Thermomètre в четвер, 21 лютого 1793 року, Сансон підкреслює, що король «переніс усе це з холоднокровністю і твердістю, які всіх нас здивували. Я як і раніше переконаний, що цю твердість він черпав з принципів релігії, якими він перейнявся і в яких був переконаний, як ніхто інший».

### Анрі Сансон
У своїх causerie (невеликих фейлетонах) Александр Дюма посилається на зустріч приблизно в 1830 році з Анрі Сансоном, старшим сином Шарля-Анрі Сансона, який також був присутній на страті.
|  | - Отже, ви говорили, що чогось бажаєте, месьє Дюма? - Ви знаєте, як багатьом драматургам потрібна точна інформація, мсьє Сансон. Можливо, настане момент, коли я виведу Людовика XVI на сцену. Як багато правди в історії про сутичку між ним і помічниками вашого батька біля підніжжя ешафота? - О, я можу вам це розповісти, месьє, я був там. - Я знаю, тому я питаю саме тебе. - Що ж, послухайте. Короля відвезли на ешафот в його власній кареті, його руки були вільні. Біля підніжжя ешафота ми вирішили зв'язати йому руки, але не тому, що боялися, що він захоче захищатися, а тому, що ми думали, що він може мимовільним рухом зіпсувати кару або зробити її більш болючою. Отже, один помічник чекав з мотузкою, а інший сказав йому: «Треба зв'язати тобі руки». Почувши ці слова, при несподіваному вигляді мотузки Людовик XVI мимоволі зробив жест огиди: «Ніколи! - вигукнув він, - ніколи!» і відштовхнув людину, що тримала мотузку. Троє інших помічників, вважаючи, що боротьба неминуча, кинулися вперед. Таке пояснення моменту замішання, як його зрозуміли історики. Саме тоді мій батько підійшов і сказав - самим поважним голосом, який тільки можна уявити: «Хусткою, сир». При слові «сир», яке він так довго не чув, Людовик XVI здригнувся, і в той же момент його духівник сказав йому кілька слів з екіпажу , і тоді Людовик сказав: «Хай буде так, мій Бог!» і простягнув руки. |

 
Анрі Сансон був призначений катом Парижа з квітня 1793 року, а пізніше стратив Марію-Антуанетту.

### Лебуше
У розмові з Віктором Гюго в 1840 році людина на ім'я Лебуше, що прибула до Париж із Буржа в грудні 1792 року та була присутня при страти Людовика XVI, згадувала:
 
|  | Ось деякі невідомі подробиці. Катів було четверо; тільки двоє виконували кару; третій стояв біля підніжжя сходів, а четвертий - у фургоні, що мав доставити тіло короля на кладовищі Мадлен і який чекав за кілька футів від ешафота. Кати носили бриджі, пальто у французькому стилі, як це стало модно після революції, і трикутні капелюхи з величезними трибарвними кокардами. Вони стратили короля в капелюхах, і, не знімаючи капелюха, Самсон [sic], схопивши за волосся відрубану голову Людовика XVI, показав її натовпу, і на якусь мить дозволив крові капати на ешафот. |

## Жак де Моле
Популярна, але апокрифічна легенда свідчить, що як тільки ніж гільйотини впав, невідомий масон скочив на ешафот, занурив руку в кров, бризнув її краплями на корону і крикнув: «Jacques de Molay, tu es vengé!» (зазвичай перекладається як «Жак де Моле, ти відомщений!»). Де Моле (помер у 1314 році), останній великий магістр тамплієрів, як повідомляється, прокляв предка Людовика Філіппа Вродливого після того, як той засудив його до спалення на вогнищі на підставі неправдивих зізнань. Історія отримала широке поширення, і ця фраза використовується до цих пір, щоб вказати на перемогу розуму і логіки над «релігійними забобонами».

## Похорон на кладовищі Мадлен

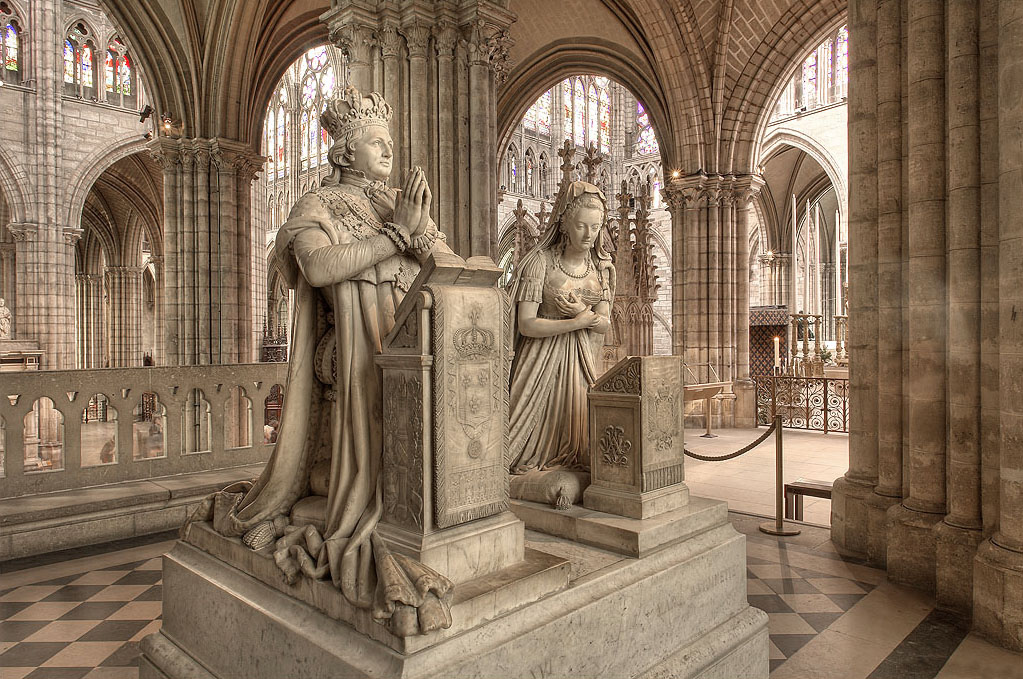
Кенотафи Людовика XVI та Марії-Антуанетти в базиліці абатства Сен-Дені

Тіло Людовика XVI було негайно перевезено до старої церкви Сен-Мадлен (знесеної в 1799 році), оскільки чинне законодавство забороняло поховання його останків поруч з останками його батька, дофіна Людовика Фердинанда, в Сансі. Два священика, що присягнули Революції, провели в церкві коротку поминальну службу. Один з них, Дамуро, писав:
|  | Після прибуття на кладовище я закликав до тиші. Загін жандармів показав нам тіло. Воно було одягнене в білий жилет, сірі шовкові бриджі та відповідні панчохи. Ми відслужили вечірню і заупокійну. На виконання указу тіло, що лежало у відкритій труні, було кинуто на шар негашеного вапна на дні ями і засипано землею, ретельно утрамбованою. Голову Людовика XVI була покладено до його ніг. |

21 січня 1815 року останки Людовіка XVI і його дружини були перепоховані в базиліці абатства Сен-Дені, де в 1816 році його брат, король Людовик XVIII, встановив надгробний пам'ятник роботи Едма Голля.

## В наші дні
Місце, де були поховані Людовик XVI, а пізніше (16 жовтня 1793 року) Марія-Антуанетта, на цвинтарі Святої Марії Магдалини, сьогодні розташоване у «Сквері Людовика XVI», в якому знаходиться класична Каплиця покаяння, побудована в 1826 році під час правління молодшого брата Людовика Карла X. Вівтар підноситься над тим місцем, де спочатку були поховані останки королівської пари. Каплиця дивом уникла руйнування з політико-ідеологічних причин під час люто антиклерикального періоду на початку XX століття.
Щороку 21 січня в пам'ять про смерть короля Людовика XVI проводяться католицькі меси.
Щорічно проводяться також «Клуб голови теляти» — республіканські бенкети, присвячені страті Людовика XVI у формі дегустації голови теляти. Вже починаючи з 1794 року республіканські бенкети відзначали завершення божественного права монархії, при цьому використовувалася свиняча голова, що натякало на «короля свиней» — образ, в якому Людовик XVI часто з'являвся в революційних карикатурах. Після 1847 року, натхненні англійським звичаєм, республіканці замінили страву зі свинини на голову теляти. Заборона такого бенкету стала спусковим гачком для революції 1848 року у Франції.